# 劳雷尔·撒切尔·乌尔里希
劳雷尔·撒切尔·乌尔里希（1938年7月11日—）是一位美国历史学家，哈佛大学三百周年校级教授，专攻女性史，主要作品有获得1991年普利策历史奖和班克洛夫特獎的《助产士日记》（A Midwife's Tale）等。